# المخزن (خنفر)

تعديل مصدري - تعديل

المخزن هي إحدى قرى عزلة جعار بمديرية خنفر التابعة لمحافظة أبين، بلغ تعداد سكانها 6789 نسمة حسب تعداد اليمن لعام 2004.